# Expert Review of Anticancer Therapy
Expert Review of Anticancer Therapy is een internationaal, aan collegiale toetsing onderworpen wetenschappelijk tijdschrift op het gebied van de oncologie. De naam wordt in literatuurverwijzingen meestal afgekort tot Expet. Rev. Anticancer Ther.